# Mespelbrunn
Mespelbrunn es un municipio alemán, ubicado en el distrito de Aschaffenburg, en la región administrativa de Baja Franconia, en el Estado federado de Baviera. Asimismo, forma parte de la comunidad administrativa (Verwaltungsgemeinschaft) de Mespelbrunn, cuya sede es Heimbuchenthal. Se encuentra en medio de la cadena montañosa Spessart.